# Heterotis capitata
Heterotis capitata är en tvåhjärtbladig växtart som beskrevs av George Bentham. Heterotis capitata ingår i släktet Heterotis och familjen Melastomataceae. Inga underarter finns listade i Catalogue of Life.